# Kadomas
Kadomas is een bestuurslaag in het regentschap Pandeglang van de provincie Banten, Indonesië. Kadomas telt 5869 inwoners (volkstelling 2010).